# Abdel Hamid Shahin
Abdel Hamid Shahin (en árabe: عبد الحميد شاهين‎; El Cairo, 1939 - El Cairo, 2 de julio de 2014) fue un futbolista egipcio que jugaba en la demarcación de portero.

## Biografía
Debutó como futbolista en 1960 con el Zamalek SC cuando contaba con 21 años. Jugó en el club durante diez temporadas, hasta 1970, período en el que llegó a ganar la Copa de Egipto en 1962, y la Primera División de Egipto en 1964 y en 1965. Además llegó a formar parte de la selección de fútbol de Egipto.
Falleció el 2 de julio de 2014 en El Cairo a los 75 años de edad.

## Clubes
| Club       | País   | Año         |
| ---------- | ------ | ----------- |
| Zamalek SC | Egipto | 1960 - 1970 |

## Palmarés

### Campeonatos nacionales
| Título                     | Club       | País   | Año  |
| -------------------------- | ---------- | ------ | ---- |
| Primera División de Egipto | Zamalek SC | Egipto | 1964 |
| Primera División de Egipto | Zamalek SC | Egipto | 1965 |
| Copa de Egipto             | Zamalek SC | Egipto | 1962 |